# Roland Andersson
Roland Andersson (ur. 28 marca 1950 w Malmö) – szwedzki piłkarz występujący na pozycji obrońcy.

## Kariera klubowa
Andersson zawodową karierę rozpoczynał w 1968 roku w klubie Malmö FF. Spędził tam 7 lat. W tym czasie zdobył z klubem trzy mistrzostwa Szwecji (1970, 1971, 1974) oraz dwa Puchary Szwecji (1973, 1974), a także wywalczył dwa wicemistrzostwa Szwecji (1968, 1969). W 1975 roku odszedł do Djurgårdens IF. W 1977 roku powrócił do Malmö FF. W tym samym roku zdobył z zespołem mistrzostwo Szwecji. W 1978, 1980 oraz 1983 wywalczył z nim wicemistrzostwo Szwecji. W 1979 i 1980 zdobył z Malmö Puchar Szwecji. W 1979 roku dotarł z klubem do finału Pucharu Mistrzów, jednak Malmö przegrało tam 0:1 z Nottingham Forest. W tym samym roku Andersson przegrał wraz z Malmö finał Pucharu Interkontynentalny z Club Olimpia. W 1983 roku zakończył karierę.

## Kariera reprezentacyjna
W reprezentacji Szwecji Andersson zadebiutował 8 sierpnia 1974 w wygranym 2:1 towarzyskim meczu z Norwegią. W 1978 roku został powołany do kadry na Mistrzostwa Świata. Nie zagrał na nich ani razu, a Szwedzi odpadli z tamtego turnieju po fazie grupowej. W latach 1974–1978 w drużynie narodowej Andersson rozegrał w sumie 19 spotkań.

## Kariera trenerska
Po zakończeniu kariery Andersson został trenerem. W latach 1983–1985 trenował juniorów zespołu Malmö FF. Przez kolejne dwa lata trenował saudyjski Ittihad FC. W 1988 powrócił do Szwecji, gdzie przez dwa lata był szkoleniowcem klubu Lunds BK. Od 1991 do 1992 był asystentem Boba Houghtona w Malmö FF. W 1993 ponownie prowadził Ittihad FC, a w 1994 został asystentem Rolfa Zetterlunda w Malmö FF. Jego kolejnymi klubami były Qatar SC, BSC Young Boys oraz Malmö FF, które poprowadził samodzielnie w latach 1998–1999. Potem od 2002 do 2003 trenował Nadi asz-Szab, a od 2004 do 2009 był asystentem Larsa Lagerbäcka w reprezentacji Szwecji.